# 湯良禮

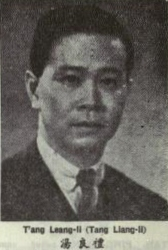
《中國名人錄（第五版）》中的湯良禮照片

湯良禮 （1901年—1975年），印度尼西亞名Tubagus Pranata Tirtawidjaya，原籍福建省，生于荷屬東印度爪哇島，中華民國的新聞從業員、政治家、經濟專家。曾用筆名T'ang Leang-li。

## 生平

### 國民黨左派的辯論家
湯良禮出生於華僑家庭。其英語比汉语說得更好。早年赴歐洲留學，畢業于倫敦大學、維也納大學。1925年，他獲倫敦大學经济学的理学硕士（B. Sc），並被推荐為皇家經濟學會會員。
1929年，湯良禮任中國國民黨中央執行委員會駐歐通訊主任。翌年，赴中國，擔任汪精衛的秘書，兼任各國諸新聞通訊員，如《紐約時報》北平通訊員，《倫敦日報》、《新指導報》、《巴達維亞新報》、德国社会民主党通信社駐華通訊員等。他還出任《聯華書報》社社長及《民眾論壇》總編輯。
1931年，在上海活動的周恩來因受國民黨當局的壓力陷于困境。那時，湯良禮也在上海工作，湯良禮庇護了周恩来，而且在外國人幫助下讓周恩來离开上海。1933年，湯良禮任國民政府外交部顧問（特任全權公使待遇）。後任《今日之中國叢書》及《中國現代英文百科全書》總編輯。在该時期，湯良禮出版了許多英文著作，其著作在中国內外颇有影響。特別是1935年出版的The New Currency System in China（中國新貨幣係統）被米爾頓·弗里德曼參考，使弗里德曼获得了中國金融知识。

### 參加汪精衛政權
湯良禮參加了汪精衛政權的創立，1940年8月，任汪精衛政權的國民政府國際宣傳局局長，一直任至1945年8月汪精衛政權崩潰。從1941年5月到10月，兼任汪精衛政權的國民政府外交部政務次長。汪精衛政權崩潰後，湯良禮被逮捕並關押在上海提籃橋監獄，但之後獲得釋放。1949年，回到印度尼西亞，定居雅加達。後来他參与編輯The Indonesian Review of International Affairs雜志。1969年12月17日，日本的中國政治專家山田辰雄訪問了湯良禮，湯良禮回憶了有關汪精衛的事情等等。
1975年，湯良禮逝世。終年74歲。

## 著作
- China in Revolt, London,1927. German ed.1930
- The Foundation of Modern China, London, 1928. Malay ed. Batavia, 1930
- The Inner History of the Chinese Revolution, London & New York, 1930
- Wang Ching-wei: A Political Biography, Tientsin, 1931
- The Puppet State of Manchukuo, Shanghai: China United Press, 1935
- The New Social Order in China, Shanghai: China United Press, 1936
- The New Currency System in China(中国新貨幣系統), 1935
- 中日兩國為友是自然的爲敵是不自然的，國民外交討論會，1941年
- American Imperialism in China(美帝國主義在中國)，上海：中華日報社，1943年（中文版1944年）
- 和平論叢，國民外交討論會，出版年不詳
- 汪精衛 - 在東亞追求和平的戰士（该論文直到1972年仍未刊行。山田辰雄翻譯成日文並收錄在《湯良禮訪問記》）